# Curaçaosch Museum

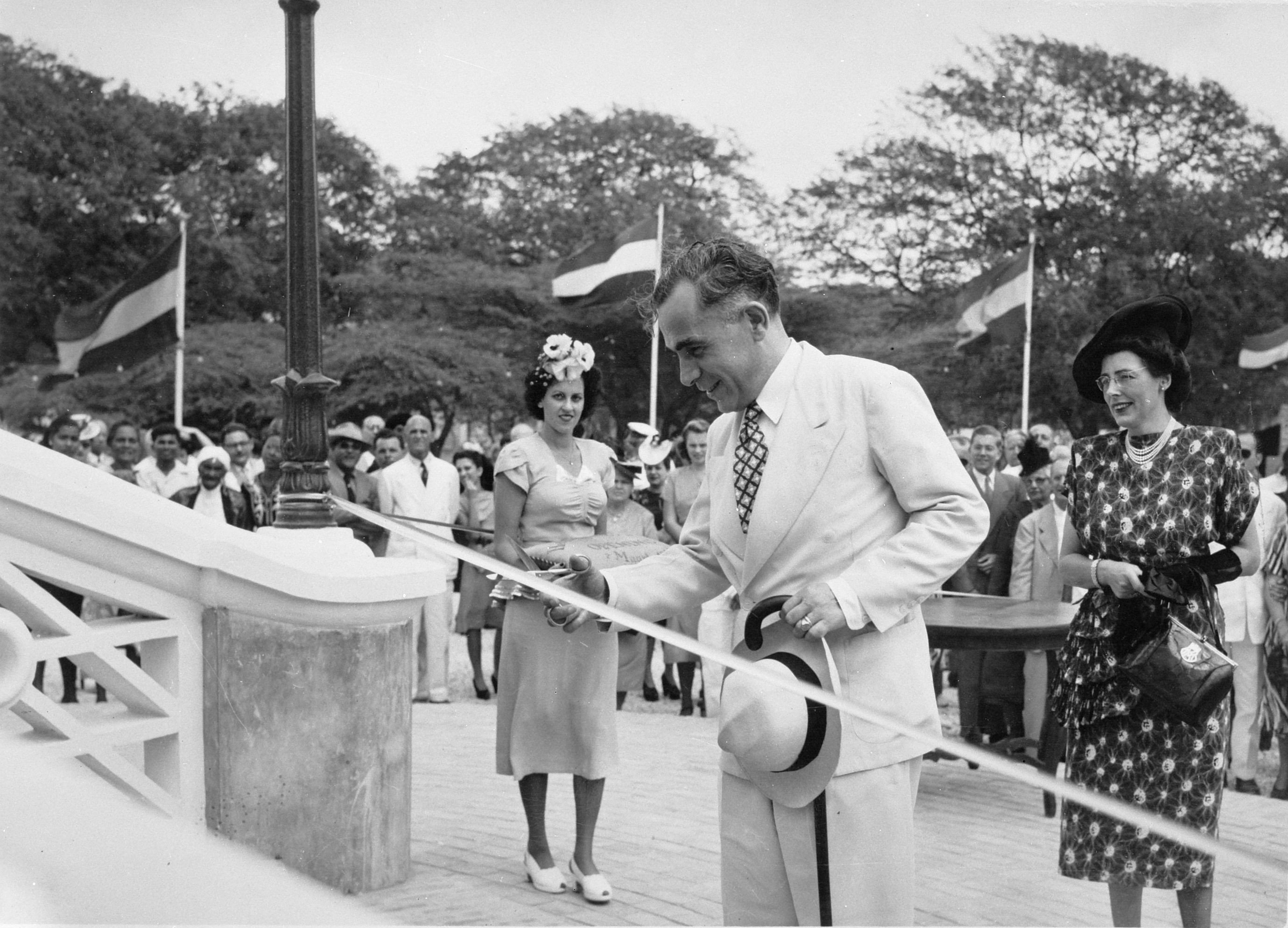
Petrus Albertus Kasteel opent het museum in 1948

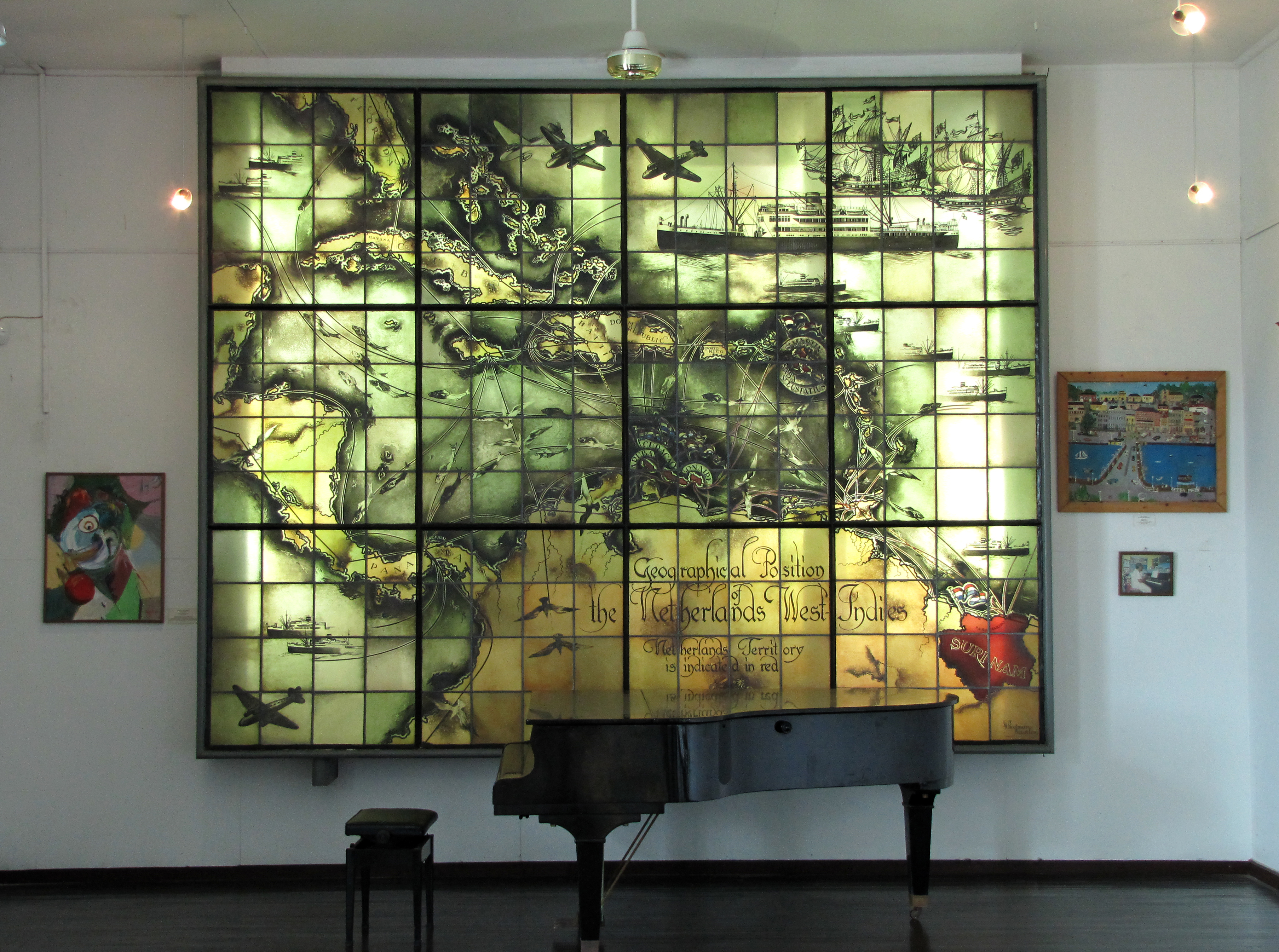
Gebrandschilderde kaart van Nederlands-West-Indië in het Curaçaosch Museum

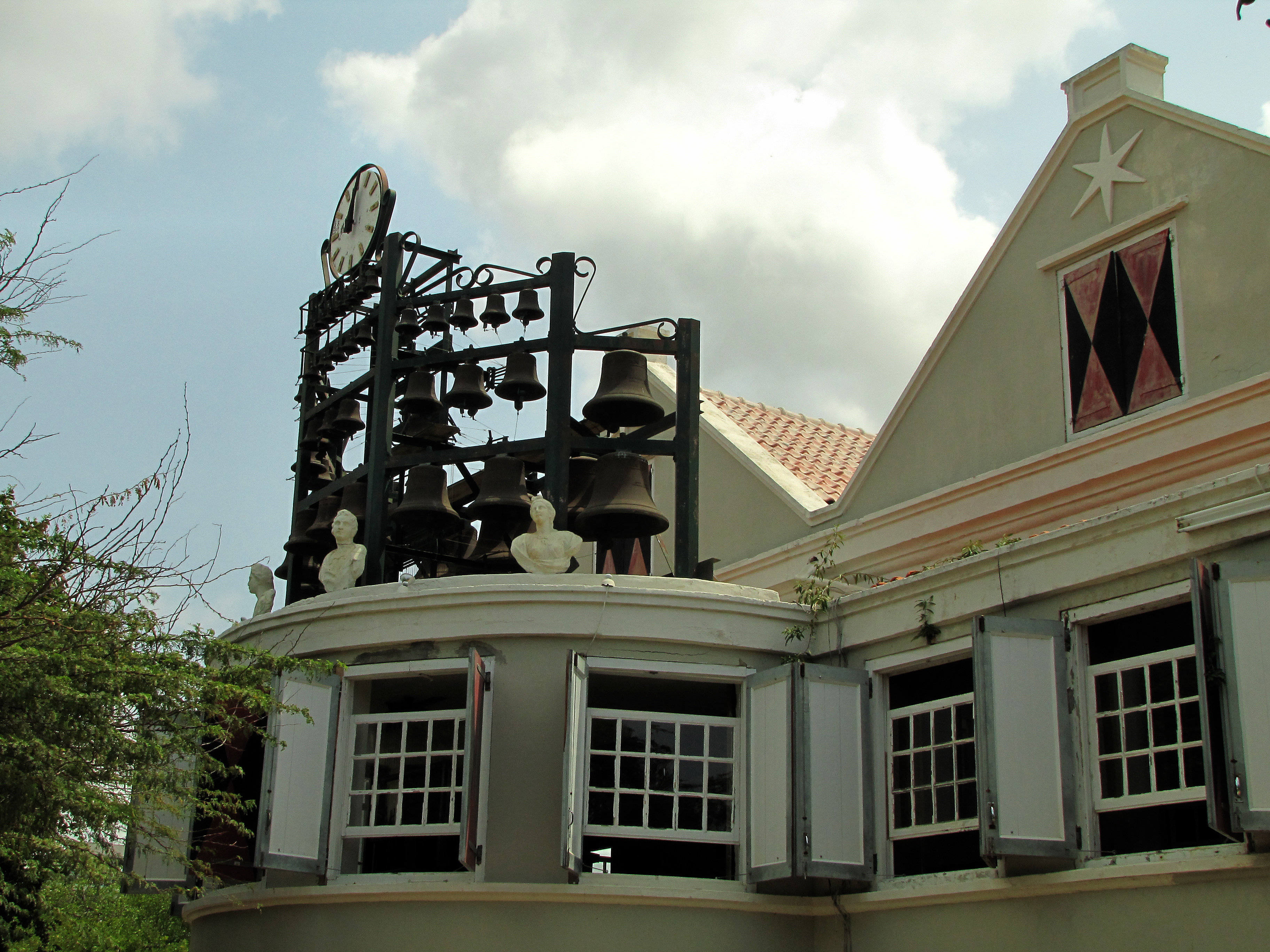
Het carillon "De Vier Koningskinderen" aan de achtergevel van het Curaçaosch Museum

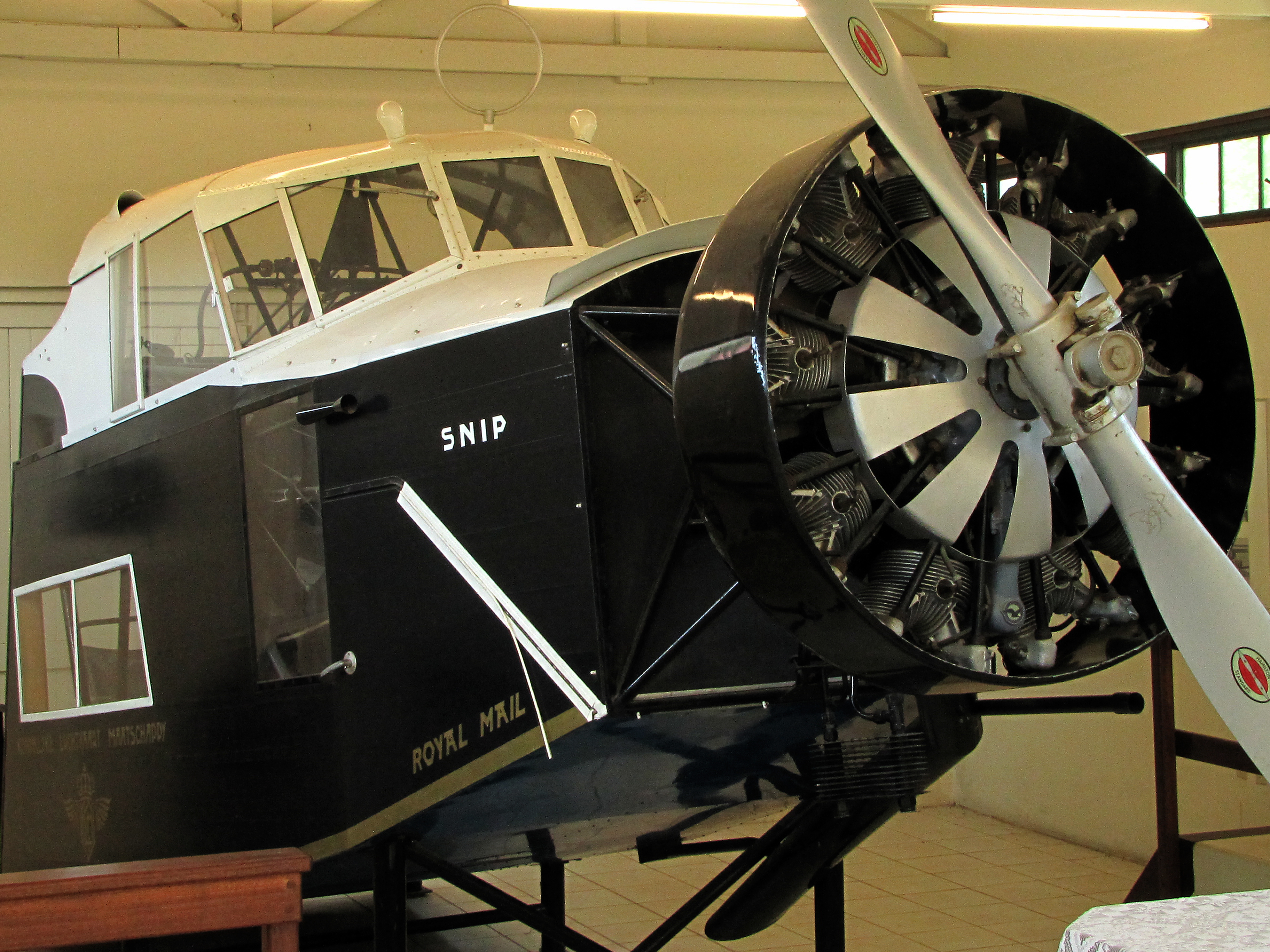
De Snip in het Curaçaosch Museum

Het Curaçaosch Museum ((en) : Curaçao Museum, (pap) : Museo di Kòrsou) is een cultuurhistorisch museum in de wijk Otrobanda van Willemstad in Curaçao.

## Geschiedenis
Op 19 februari 1946 kwam ten huize van gezaghebber Michiel Gorsira een gezelschap in vergadering bijeen om een stichting op te richten tot instelling van een museum. Behalve de heer Gorsira waren dat de heren mr. De la Try Ellis, W.H. Winkel, Nicolaas van Meeteren, dr. Chris Engels, Egon Gerstl, Frater Realino en Rudolph Boskaljon. Shon Wein Hoyer had zich laten verontschuldigen. De aanwezigen waren van mening dat ook Jossy Maduro en Pater Latour bij het gezelschap behoorden.
Het museum werd op 7 maart 1948 geopend. De lokale gemeenschap had een aanzienlijke bijdrage geleverd voor de inventaris.

## Gebouw
Het museum is gevestigd in het voormalige Quarantaine Hospitaal uit 1853, gebouwd door luitenant der genie P. Boer. Het hospitaal diende als ziekenhuis voor de Nederlandse Marine om patiënten met gele koorts te behandelen. Het bestaat uit twee aan elkaar liggende paviljoens met zadeldaken met aan een zijde een voor Curaçaose landhuizen typerende open galerij. Aan de achterzijde bevindt zich een halfronde uitbouw. In de jaren 1951-1953 werd het door de architect J.H. Werner aangepast ten behoeve van de museumfunctie. Hierbij werd de ingang verplaatst en een grote toegangstrap toegevoegd. Bij het tweede museumlustrum werd een toegangspoort toegevoegd door architect Alexenko. Het is een reconstructie van de poort van de plantage Fuyk van W.P. Maal.

## Collectie
De toonzalen zijn ingericht met antieke meubels uit de 18e en 19e eeuw, onder meer mahoniehouten meubels, waaronder vermoedelijk de oudste eettafel van het eiland. In de West-Indiëzaal staat de arbeiderspaneel (1953) van Charles Eyck en in een andere zaal een glas-in-lood-kaart van het Caraïbisch gebied gemaakt voor de Wereldtentoonstelling van 1939 door Willem Bogtman. De schilderijencollectie omvat onder meer werken van Hendrik Chabot, Carel Willink, Herman Kruyder, Isaac Israëls, Jacques van Mourik, Edgar Fernhout, Luigi Pinedo en Jan Sluyters. In het souterrain bevindt zich een collectie voorwerpen van de cultuur van de Indianen, een geologische verzameling, schelpen en koralen en flora en fauna van de Nederlandse Antillen.
De traditionele keuken valt op door de rode muur met witte stippen.
Aan de achtergevel bevindt zich boven de halfronde uitbouw een carillon genaamd De Vier Koningskinderen. Het is gemaakt door klokkengieterij Eijsbouts-Lips en in 1952 ingewijd. Het is genoemd naar de vier dochters van koningin Juliana en wordt nog altijd bespeeld.
In de tuin staan standbeelden van onder andere Louis Brion en Willem van Oranje maar ook sculpturen van Yubi Kirindongo, Hortence Brouwn en Philippe Zanolino. Er is een treintje van de Mijnmaatschappij dat werd gebruikt voor de winning van fosfaat van de Tafelberg, en voor de kinderen een historisch-cultureel kinderdorp.
In de Snipgallery bevindt zich de Fokker Snip waarmee de eerste vlucht van het West-Indisch Bedrijf werd uitgevoerd.

## Tentoonstellingen (selectie)
- Hedendaagse schilders, 1948
- Pioniers. 50 meesterwerken. Uit: Stedelijk Museum Amsterdam, 1962
- Exploring the Past to Envisage the Future, 2014[6]